# XVII arrondissement di Parigi
Il XVII arrondissement di Parigi è situato a nord-ovest della città, sulla rive droite. Confina coi comuni di Neuilly-sur-Seine, Levallois-Perret e Clichy.

## Dati

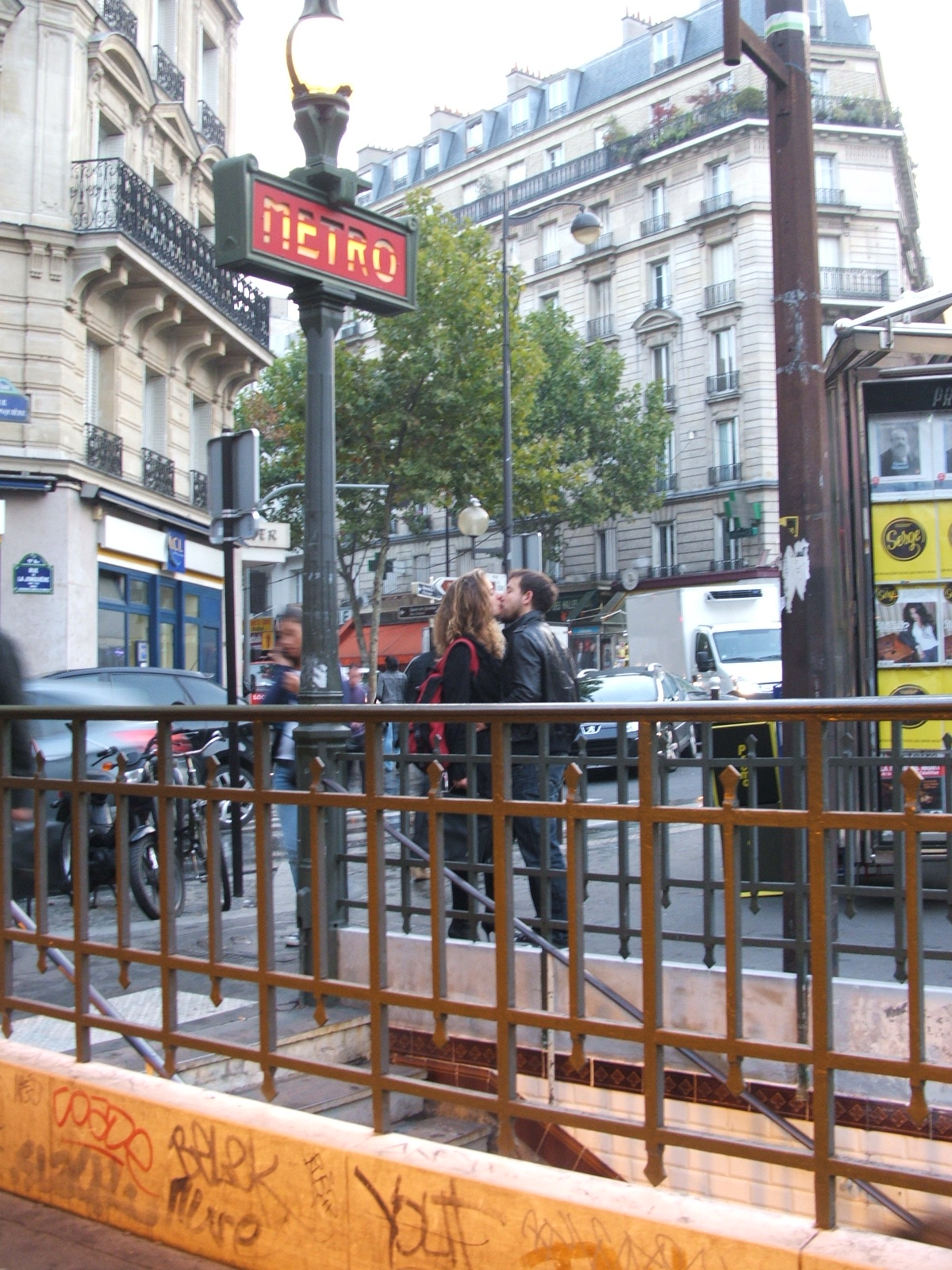
Fermata della Metro a Rue "Guy Môquet"

| Anno                        | Abitanti | Densità di popolazione (ab./km2) |
| --------------------------- | -------- | -------------------------------- |
| 1954 (picco di popolazione) | 231 987  | 40 922                           |
| 1962                        | 227 687  | 40 164                           |
| 1968                        | 210 299  | 37 096                           |
| 1975                        | 186 293  | 32 862                           |
| 1982                        | 169 513  | 29 902                           |
| 1990                        | 161 935  | 28 565                           |
| 1999                        | 161 138  | 28 375                           |
| 2006                        | 161 327  | 28 453                           |

## Principali monumenti
- Square des Batignolles
- Museo nazionale Jean-Jacques Henner
- Palazzo dei Congressi di Parigi
- Place de l'Étoile e Arco di Trionfo (parziale)

## Quartieri
- Quartier des Ternes
- Quartier de la Plaine-de-Monceaux
- Quartier des Batignolles
- Quartier des Épinettes